# Norrmark å
Norrmark å (fi. Noormarkunjoki, också Eteläjoki och Ahlaistenjoki) är ett vattendrag i Finland.   Det ligger i Norrmark och Vittisbofjärd i kommunen Björneborg i landskapet Satakunta, i den sydvästra delen av landet, 250 km nordväst om huvudstaden Helsingfors.
Ån rinnen från sjön Inhottujärvi till Bottenhavet i Vittisbofjärd ocha är en del av Karvia ås avrinningsområde. Norrmark och Vittisbyfjärd kyrkbyar är belägna vid ån.